# Ніптон (Каліфорнія)
Ніптон (англ. Nipton) — невключена територія у східній частині округу Сан-Бернардіно, штат Каліфорнія, США.

## Географія
Розташований в пустелі Мохаве на кордоні зі штатом Невада, приблизно у 16 км (10 милях) на південь від Прімма.

### Клімат
Громада знаходиться у зоні, котра характеризується кліматом тропічних пустель. Найтепліший місяць — липень із середньою температурою 33.3 °C (92 °F). Найхолодніший місяць — грудень, із середньою температурою 8.2 °С (46.8 °F).
| Клімат Ніптона          | Клімат Ніптона | Клімат Ніптона | Клімат Ніптона | Клімат Ніптона | Клімат Ніптона | Клімат Ніптона | Клімат Ніптона | Клімат Ніптона | Клімат Ніптона | Клімат Ніптона | Клімат Ніптона | Клімат Ніптона | Клімат Ніптона |
| Показник                | Січ.           | Лют.           | Бер.           | Квіт.          | Трав.          | Черв.          | Лип.           | Серп.          | Вер.           | Жовт.          | Лист.          | Груд.          | Рік            |
| Абсолютний максимум, °C | 20,2           | 24             | 28,8           | 33,4           | 37,9           | 41,8           | 44,9           | 43,7           | 40             | 34,6           | 25,5           | 19,4           | 44,9           |
| Середній максимум, °C   | 16,3           | 20             | 23,7           | 28,3           | 33,5           | 39,1           | 42,2           | 41             | 37             | 30             | 21,6           | 15,9           | 29,1           |
| Середня температура, °C | 8,8            | 12,2           | 15,7           | 19,8           | 24,8           | 30,1           | 33,3           | 32,6           | 28,4           | 21,2           | 13,6           | 8,2            | 20,7           |
| Середній мінімум, °C    | 1,4            | 4,3            | 7,8            | 11,4           | 16,1           | 21,1           | 24,4           | 24,1           | 19,8           | 12,3           | 5,4            | 0,6            | 12,4           |
| Абсолютний мінімум, °C  | −1,8           | 1,7            | 5,1            | 8,3            | 12,9           | 18,6           | 21,4           | 21,4           | 15,6           | 7,1            | 1,1            | −2,2           | −2,2           |
| Норма опадів, мм        | 14             | 14             | 17             | 5              | 3              | 2              | 5              | 12             | 6              | 5              | 6              | 6              | 94             |
| Днів з опадами          | 2              | 2              | 2              | 2              | 1              | 0              | 1              | 1              | 1              | 1              | 2              | 2              | 17             |
| ----------------------- | -------------- | -------------- | -------------- | -------------- | -------------- | -------------- | -------------- | -------------- | -------------- | -------------- | -------------- | -------------- | -------------- |
| Джерело: Weatherbase    |                |                |                |                |                |                |                |                |                |                |                |                |                |

## Історія
Ніптон було засновано біля залізниці у 1905 році як шахтарське поселення для місцевих старателів, а також як перевалочна станція для декількох місцевих ранчо.
Починаючи з 2017 року робляться спроби перетворити селище на туристичний об'єкт. Станом на 16 листопада 2020 року місто виставлено на продаж, його стартова ціна складає $2,75 млн.

## Демографія
Станом на 2017 рік населення місцевості складає 30 осіб.

## Галерея

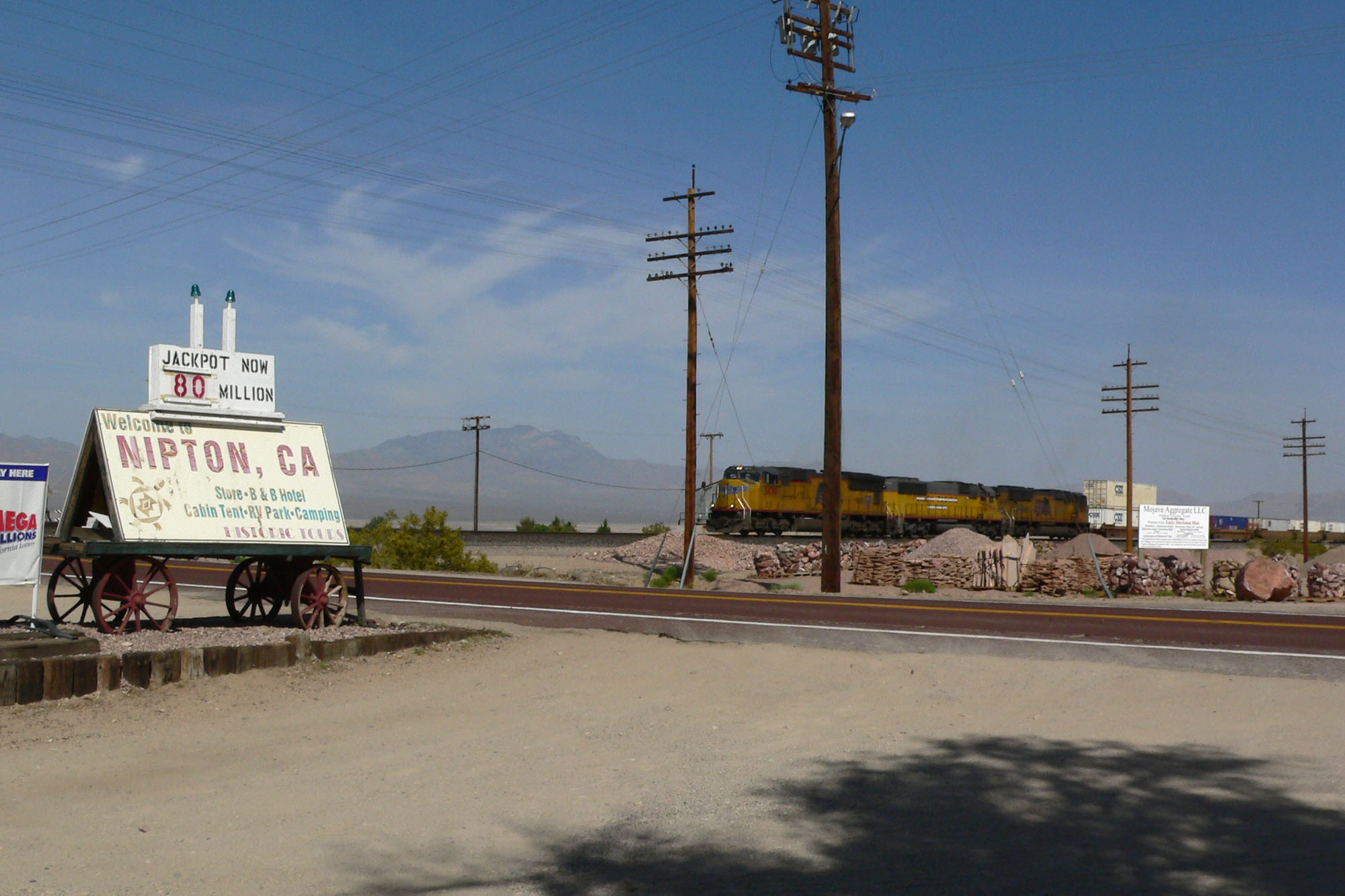
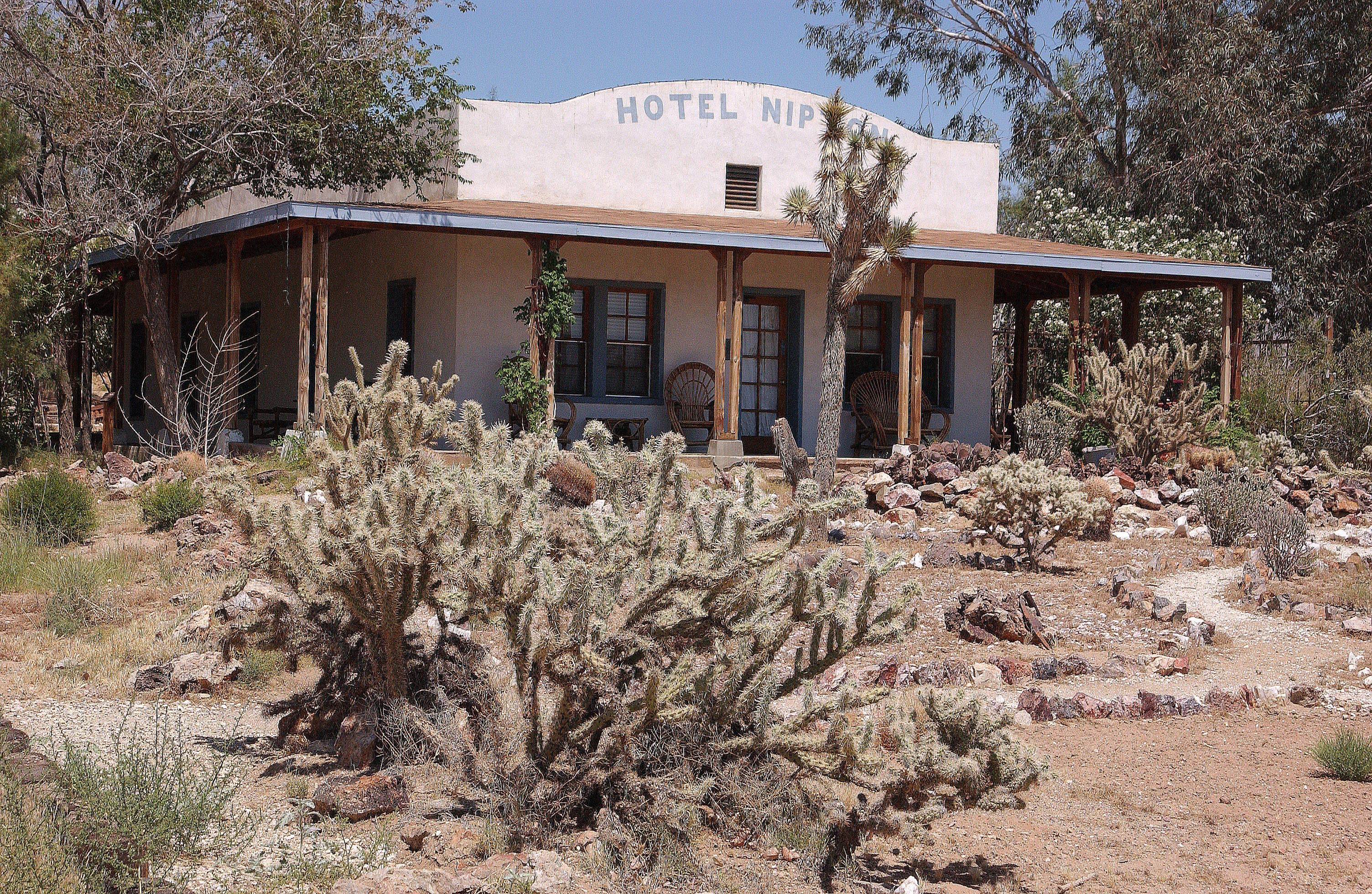
Готель Ніптон
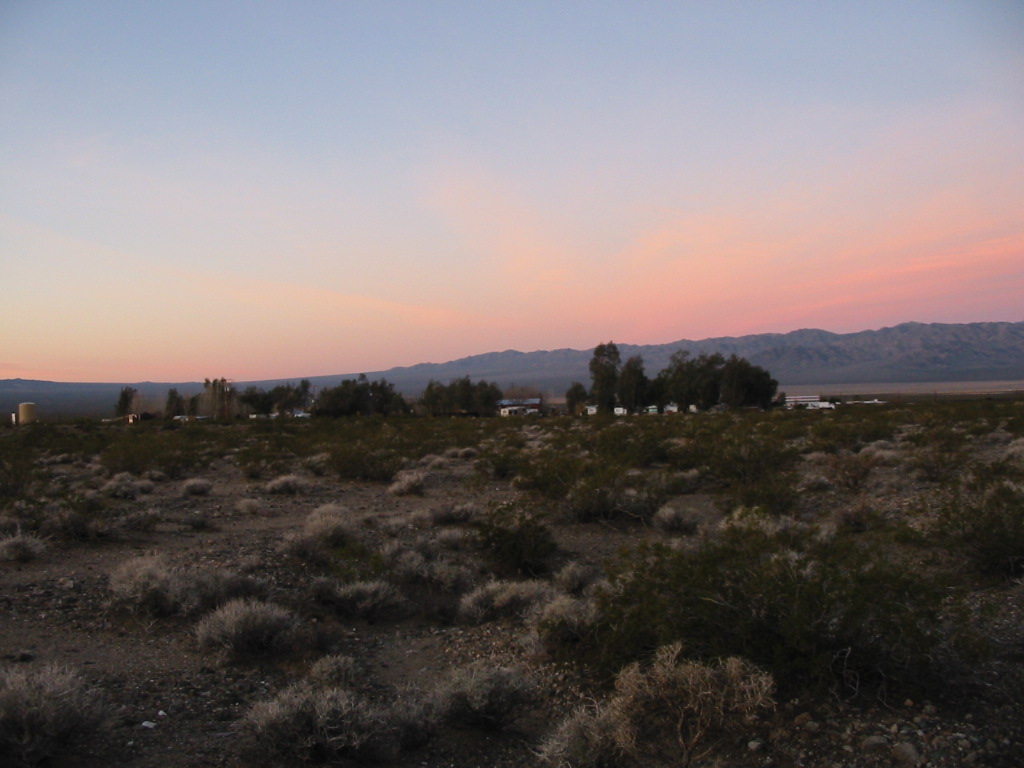
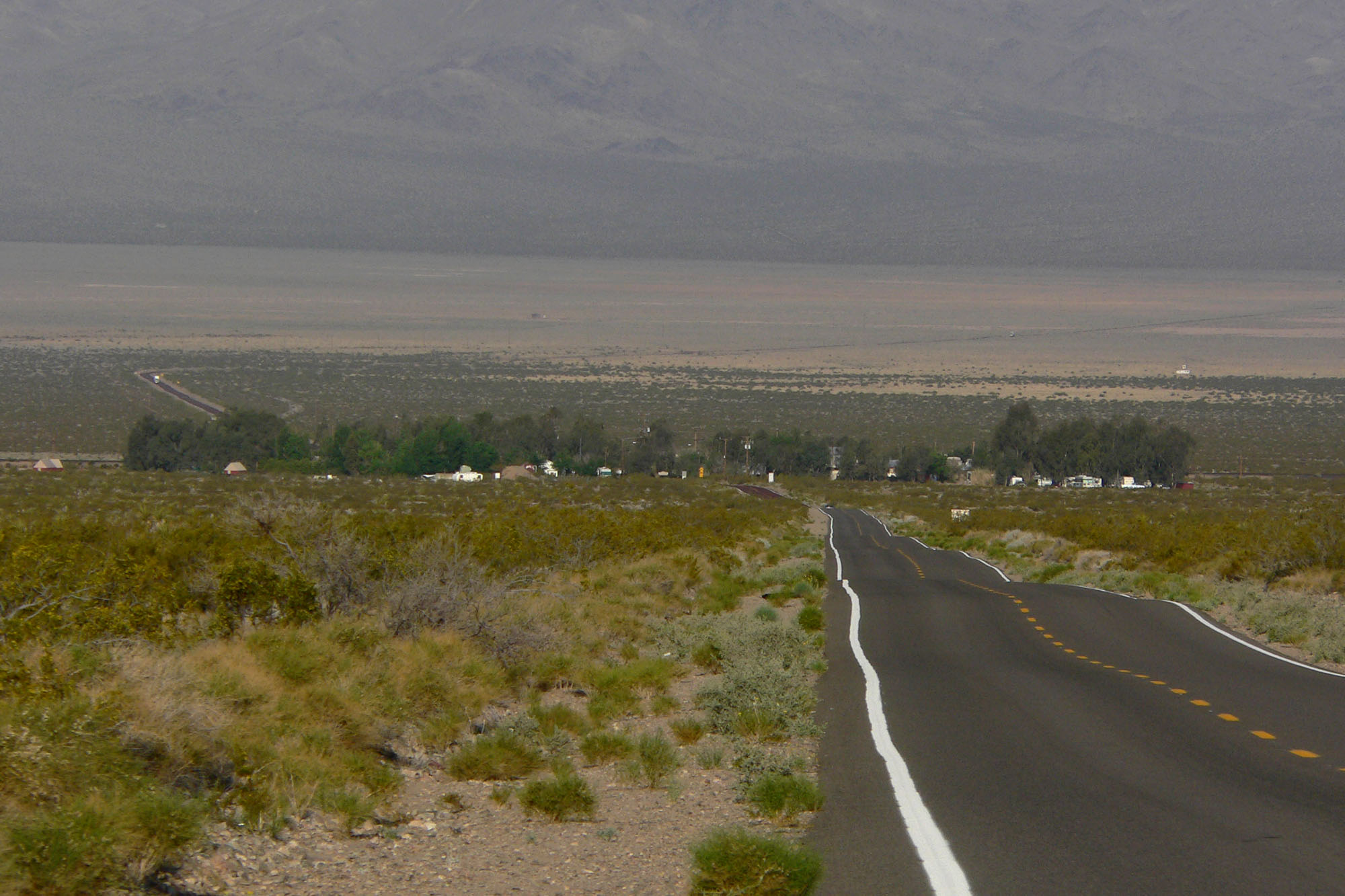